# Parco nazionale Söderåsen
Il parco nazionale Söderåsen è un parco nazionale della Svezia, nella contea di Scania. È stato istituito nel 2001 e occupa una superficie di 1.625 ha.

## Territorio
Nel parco si trova il picco di Kopparhatten.

## Flora
Il parco nazionale è ricoperto di faggete e rappresenta una delle più vaste aree protette di latifoglie d'Europa.